# Кауль, Андрей Рафаилович
Андрей Рафаилович Кауль (род. 12 марта 1945, г. Муром, Владимирская обл., СССР) — российский химик-неорганик, доктор химических наук, профессор, заведующий лабораторией химии координационных соединений химического факультета МГУ имени М. В. Ломоносова, известный специалист в области неорганических функциональных материалов.

## Биография
Андрей Рафаилович родился 12 марта 1945 года. Его отец —  Рафаил Александрович Кауль (1912–1972), окончил МЭИ, инженер, кандидат технических наук, заведующий кафедрой Ивановского энергетического института. В 1944 году как этнический немец был выслан из Москвы в Новосибирск; в марте 1945 года семье было разрешено переехать в Иваново. Дед Андрея Рафаиловича — Александр Иосифович Кауль, советский государственный деятель, сотрудник ОГПУ-НКВД, был репрессирован.   
Мать — Лидия Владимировна Венкстерн (1914–2000), историк-медиевист, доцент Ивановского педагогического университета, преподавала на кафедре истории древнего мира и средних веков. Сестра матери — Т.В.Венкстерн, доктор биологических наук, Лауреат Государственной премии СССР (1969) за исследования по раскрытию первичной структуры валиновой тРНК. Прадед — Алексей Венкстерн, литератор-любитель и педагог, поэт, переводчик. Семья Венкстерн была в родстве с дворянским родом Гиацинтовых.  
Сестра — Марина Рафаиловна Кауль (род. 1939), кандидат филологических наук, профессор РГГУ. 
Окончил школу № 32 городе Иваново. В 1962 году поступил на химический факультет МГУ им. М.В. Ломоносова, который окончил в 1967 году по кафедре общей химии. После окончания факультета был распределён на работу в Институт физики твёрдого тела РАН в лабораторию механических свойств кристаллов (1967—1969), где разрабатывал методику измерения токов деполяризации в диэлектриках. В 1969 году поступил в аспирантуру Химического факультета МГУ им. М.В. Ломоносова, где в дальнейшем прошёл путь от аспиранта (1969—1972) до должности профессора и  заведующего лабораторией.

## Научная деятельность
Кандидатская диссертация «Термодинамическое исследование высокотемпературной стабильности соединений редкоземельных оксидов с рядом оксидов переходных элементов» (1973 г.) посвящена определению термодинамической устойчивости оксидных фаз на основе равновесных давлений кислорода при диссоциации сложных оксидов и расчёту их свободных энергий образования. Эта работа была выполнена методом электродвижущих сил в ячейках с твёрдым электролитом на основе диоксида циркония. В диссертации впервые была установлена количественная взаимосвязь параметров, характеризующих искажение кристаллической решётки и термодинамическую устойчивость сложных оксидов (на примере соединений RFeO3, CuR2O4, Cu2R2O5, где R- редкоземельный элемент). Эти результаты позволили впервые утверждать, что во всех  морфотропных рядах соединений, принадлежащих к широчайшему классу перовскитов,  искажение  кубической решётки  сопровождается снижением термодинамической устойчивости соединений.
В дальнейшем (1973-1987 гг.) термодинамические исследования методом электродвижущих сил сочетались с работами в области неорганической химии твёрдых электролитов и ионики твёрдого тела. Были проведены значительные исследования по разработке новых методов синтеза Na+-проводящего твёрдого электролита на основе β-глинозёма для Na-S-источников тока (стеаратный метод синтеза, криохимическая технология). Впервые были предложены и разработаны приёмы твердофазного ионного обмена с участием β-глинозёма, позволившие получать керамические замещённые β-глинозёмы с проводимостью по ионам калия, лития, серебра, меди, цинка и протонам. Эти  керамические катионные проводники были использованы в качестве твёрдых электролитов в работах по электрохимической термодинамике.    В научной  группе под руководством А.Р. Кауля в 1984-1987 гг. была выполнены пионерские  разработки керамических протонных твёрдых электролитов на основе сложных оксидов бария, в частности  впервые был синтезирован протонный проводник BaCeO3, легированный оксидом иттрия, обладающий протонной проводимостью,  величина которой до сих пор остаётся рекордной.
После открытия явления высокотемпературной сверхпроводимости в 1986 г. научные интересы А.Р.Кауля были сконцентрированы на разработке химических методов получения и исследовании тонких плёнок высокотемпературных сверхпроводников. Наибольшие успехи были достигнуты в развитии метода химического осаждения из газовой фазы (MOCVD, Metalorganic chemical vapour deposition). Этому в немалой степени способствовал большой опыт лаборатории химии координационных соединений в синтезе и изучении летучих бета-дикетонатов широкого круга металлов.  Большое внимание уделялось также техническому совершенствованию аппаратуры для метода MOCVD: были запатентованы и реализованы разнообразные системы импульсной поставки пара реагентов в реакторы, в результате чего стало возможным воспроизводимое получение эпитаксиальных плёнок многокомпонентных оксидов – основы для разработки новых функциональных материалов. В 1995 г. А.Р.Кауль защитил докторскую диссертацию «Физико-химические основы получения суперионных и сверхпроводящих материалов». Впоследствии практика химического осаждения тонкоплёночных материалов было распространена на многокомпонентные соединения с перспективными электрическими и магнитными свойствами, такие как манганиты РЗЭ и ЩЗЭ с колоссальным магнитосопротивлением, никелаты и кобальтиты РЗЭ, сегнетоэлектрики, а также разнообразные оксидные гетероструктуры,.  Для этих тонкоплёночных объектов изучались взаимосвязи состава, структуры и функциональных свойств, устанавливалось влияние напряжений сжатия и растяжения кристаллической решётки плёнки при эпитаксиальном росте на подложке. Эти результаты вошли в работу коллектива сотрудников кафедры неорганической химии во главе с акад. Ю.Д.Третьяковым, удостоенную Государственную премии РФ по химии в 2003 г.  Многочисленные наблюдения различий  фазового состава эпитаксиальных  плёнок по сравнению с порошками и керамикой  идентичного состава были объяснены влиянием эпитаксиального сращивания с подложкой. В дальнейшем   А.Р.Кауль предложил    использовать это явление, названное эпитаксиальной стабилизацией, как методологическую  основу  синтеза различных неустойчивых фаз в виде тонких плёнок. Совместно с О.Ю.Горбенко была развита термодинамическая модель и теория явления эпитаксиальной стабилизации, выяснена роль термодинамических и структурно-геометрических факторов, определяющих возможность эпитаксиальной стабилизации неустойчивых фаз. На основе этой концепции установлена природа изменений фазовых отношений в эпитаксиальных плёнках на подложках по сравнению с автономным состоянием тех же веществ (в виде порошков, керамики, монокристаллов), увеличения взаимной растворимости и уменьшения реакционной способности веществ в эпитаксиальном состоянии. Выводы теории подтверждены множеством экспериментальных результатов по синтезу тонких плёнок сложных оксидов из газовой фазы. Так, были синтезированы некоторые неизвестные соединения и расширены известные морфотропные ряды, включая гранаты начала семейства РЗЭ, орторомбические манганиты и гексагональные ортоферриты для малых РЗЭ и др.  В итоге эпитаксиальная стабилизация неустойчивых соединений в виде тонких плёнок стала самостоятельной ветвью направленного неорганического синтеза. Цикл работ А.Р.Кауля и О.Ю.Горбенко «Гетероэпитаксия в разработке новых тонкоплёночных материалов на основе оксидов: новые возможности» была отмечена Ломоносовской премией (IIст.) МГУ в 2005 г. 
К этому же времени относится начало инициированных А.Р.Каулем работ по разработке и технологическому освоению   ВТСП-проводов второго поколения на основе сверхпроводников редкоземельного семейства, нанесённых в виде высокоориентированных слоёв микронной толщины на металлические подложки, покрытые тонкими буферными слоями. Для выполнения этой сложной и многоаспектной работы, объединившей собой коллектив учеников — выпускников аспирантуры А.Р.Кауля, была создана инновационная научно-производственная компания ЗАО «СуперОкс» (www.superox.ru), ставшая к настоящему времени одним из важнейших мировых производителей ВТСП-проводов. 
Исследовательская работа А.Р.Кауля в настоящее время направлена на повышение устойчивости токонесущей способности ВТСП-проводов к внешнему магнитному полю, для чего разрабатываются новые тонкоплёночные композитные материалы ВТСП с искусственно введёнными несверхпроводящими центрами пиннинга. Одновременно разрабатываются тонкоплёночные материалы с переходом металл-диэлектрик на основе диоксида ванадия.

## Преподавательская и прочая деятельность
Среди воспитанников А.Р. Кауля 1 доктор химических наук, 27 кандидатов химических наук, более 40 дипломников (специалистов, бакалавров и магистров) по направлениям «химия твёрдого тела» и «неорганическая химия» (данные на 2018 г.).
Является автором 14 учебных курсов, и лектором таких учебных курсов для студентов Химического факультета и Факультета наук о материалах, как «Химия функциональных материалов», «Фундаментальные основы неорганического синтеза», «Неорганическое материаловедение» и «Термодинамика твердофазных реакций и фазовые равновесия».
А.Р.Кауль —  соавтор более 20 патентов в области неорганического материаловедения ВТСП и твёрдых электролитов.
Член редколлегии журналов «Scientific reports» с января 2014 по н. вр.,  «Chemical Vapor Deposition», с января 1996 по декабрь 1999 –«Superconducting Sience and Technology» и с ноября 1988 по март 1995 — «Сверхпроводимость: физика, химия, техника».

## Почести и награды
- Премии Менделеевского Общества.
- 2003 г. — Лауреат Государственной премии РФ по химии.
- 2005 г. — Премия имени М. В. Ломоносова II степени.
- 2006 г. — почётное звание «Заслуженный профессор МГУ».